# Левон Невдах
Левон (Левонцій Петрович) Невдах (біл. Лявон (Лявонцій Пятровіч) Неўдах; нар. 7 серпня 1947, с. Радчицьк, Столинський район, Берестейська область, БРСР, СРСР) — білоруський письменник, поет.

## Біографія
Левон Невдах народився 7 серпня 1947 року в с. Радчицьк Столинського району Берестейської області у селянській родині.

### Навчання
У 16 років навчався у Мінському державному політехнічному коледжі (1962 — 1963), закінчив Новополоцький державний політехнічний коледж (1966) і факультет журналістики Білоруського державного університету (1981).

### Робота
У період з 1967 до 1969 років служив танкістом у Радянській армії. Після демобілізації працював оператором технологічних установок на Новополоцькому нафтопереробному заводі «Нафтан».
З квітня 1974 року працював кореспондентом у новополоцькій міській газеті «Химик», головним редактором цієї газети з 1995 року до її закриття.

### Членство в організаціях
Член Союзу журналістів СРСР (з 1979), Союзу білоруських письменників (з 1998), Білоруського ПЕН-центру.

## Творчість
Дебютував з віршами у новополоцькій міській газеті «Хімік» у 1972 році, у республіканському друку — оповіданням у 1984 році в часописі «Молодість». Друкувався в часописах «Молодість», «Вогні», газеті «Література і мистецтво».
Автор книжок: проз — «Формула дабрыні» (1989), «Бумэранг» (2003); поезій — «Чорнае сьвятло» (1998), «Каханак восені» (2010). Співавтор книг «Першыя сьцежкі» (1987), «За белым сьнегам» (1989), «Там, дзе званы Сафіі» (2003), «Ад ніў прыдзьвінскіх» (2009) та інших колективних збірок поезії і прози. Перекладався словацькою й російською мовами.